# Musée Tomi-Ungerer – Centre international de l'illustration
Le musée Tomi-Ungerer – Centre international de l'illustration, situé à Strasbourg, regroupe un fonds important de dessins, archives, jouets et revues donnés à sa ville natale par l'artiste français Tomi Ungerer (1931-2019).

## Le musée
La villa Greiner, construite en 1884, se trouve à deux pas de la place Broglie, à côté de laquelle est édifiée la fontaine de Janus dessinée par Tomi Ungerer, et de la place de la République en plein quartier impérial allemand. Après avoir abrité certains services municipaux, la villa, entièrement rénovée, accueille sur 700 m2 le musée consacré à Tomi Ungerer, Strasbourgeois d'origine et considéré comme l'un des plus grands illustrateurs de ces cinquante dernières années. Bien que le projet fût évoqué durant de nombreuses années, le musée a finalement ouvert ses portes au public le 2 novembre 2007.
Les volumes intérieurs sont marqués par une omniprésence du blanc : murs, sols, escaliers, stores, qui séduit les uns et irrite les autres. La rampe d'accès qui serpente à travers le jardin a été imaginée par l'architecte Emmanuel Combarel pour permettre l'accès à tous les publics. Il se veut aussi une allusion à l'« esprit sinueux » de l'artiste.

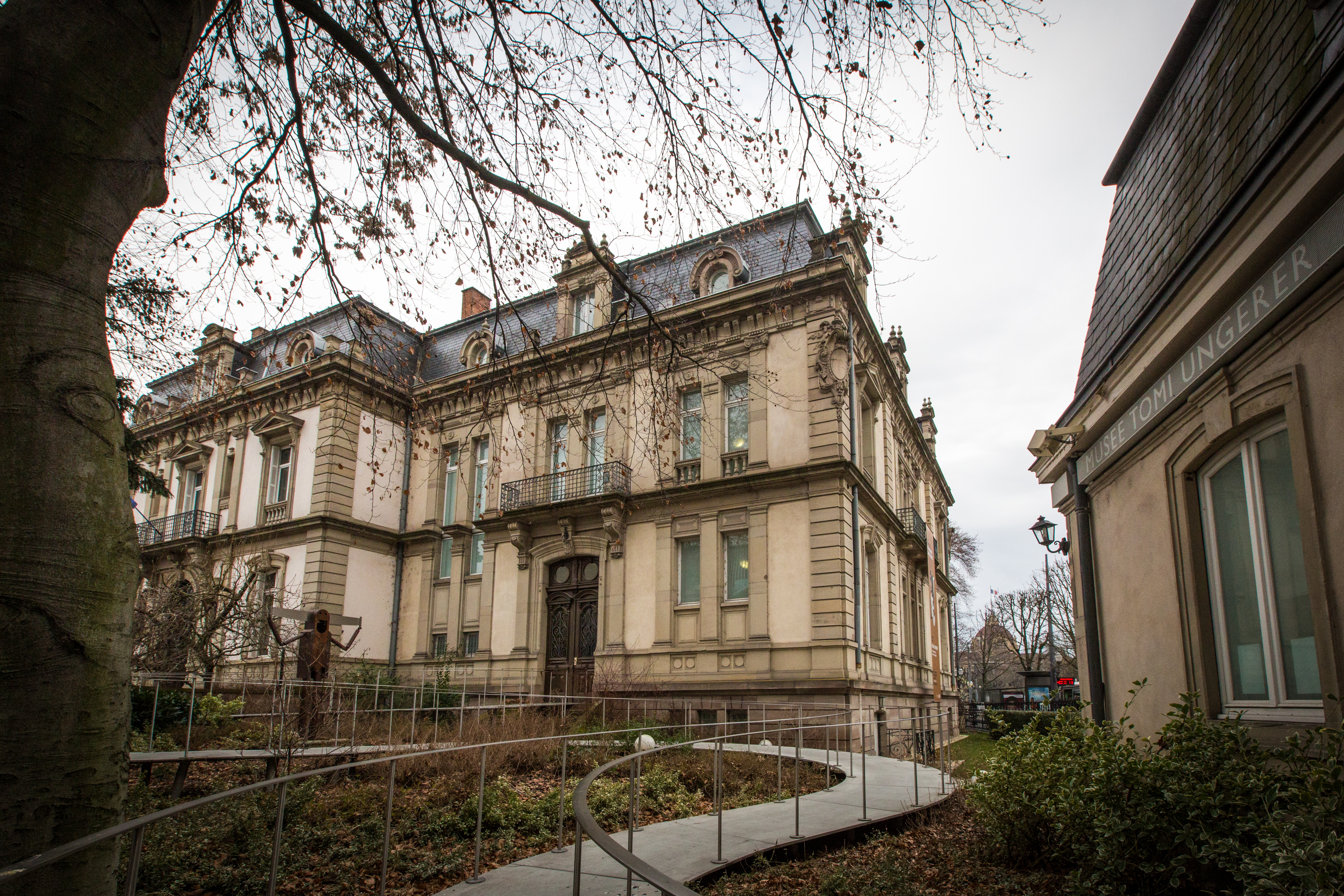
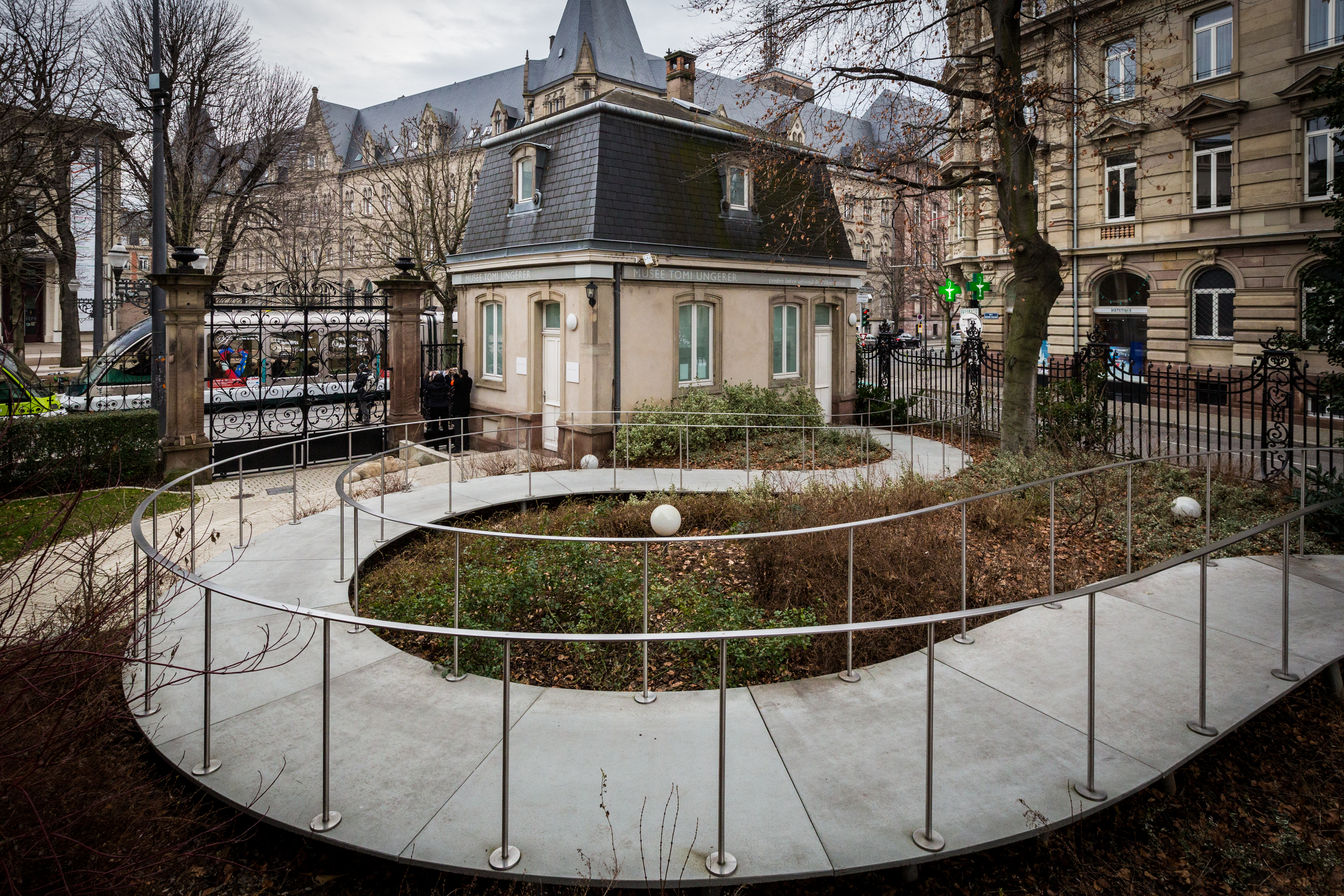
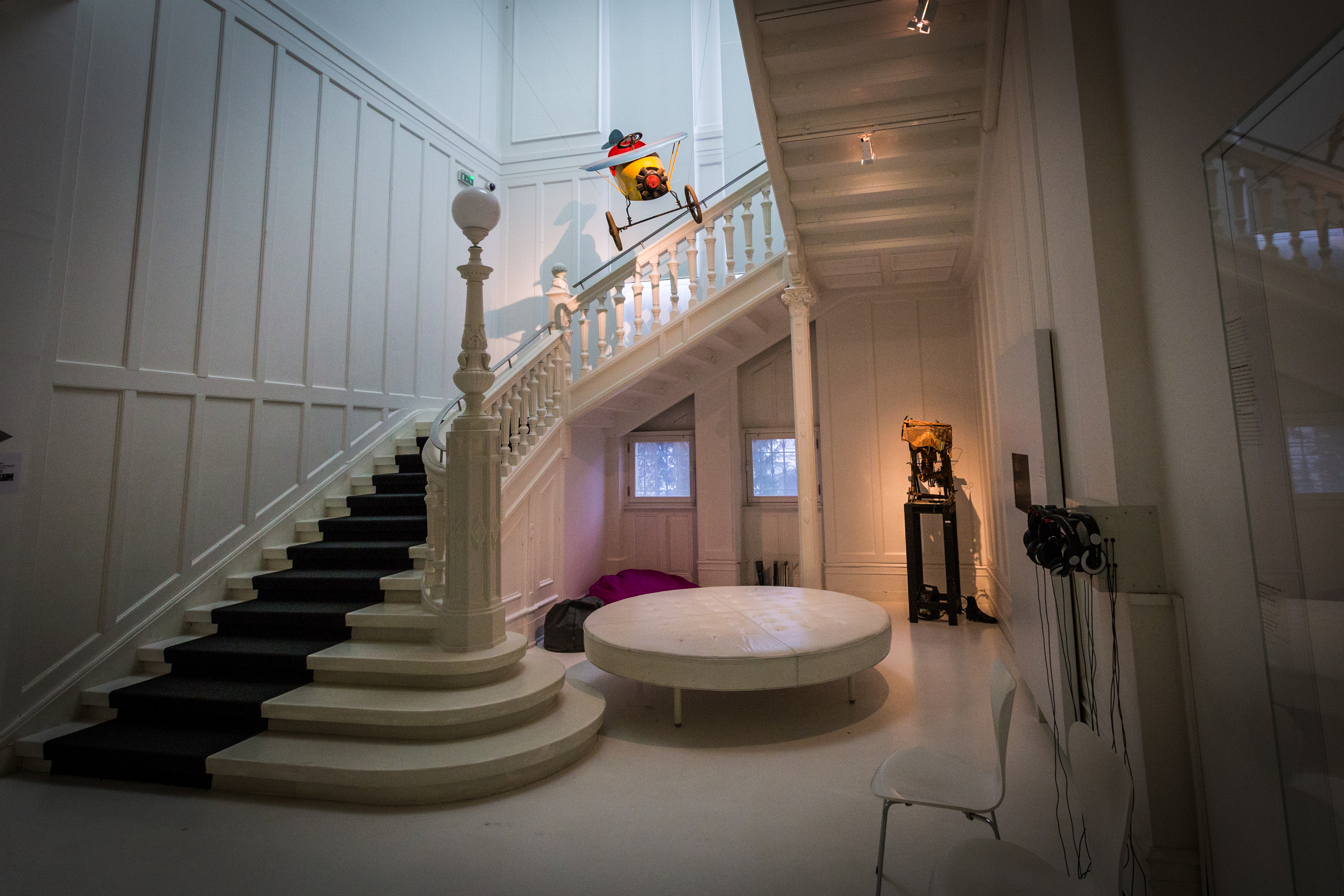
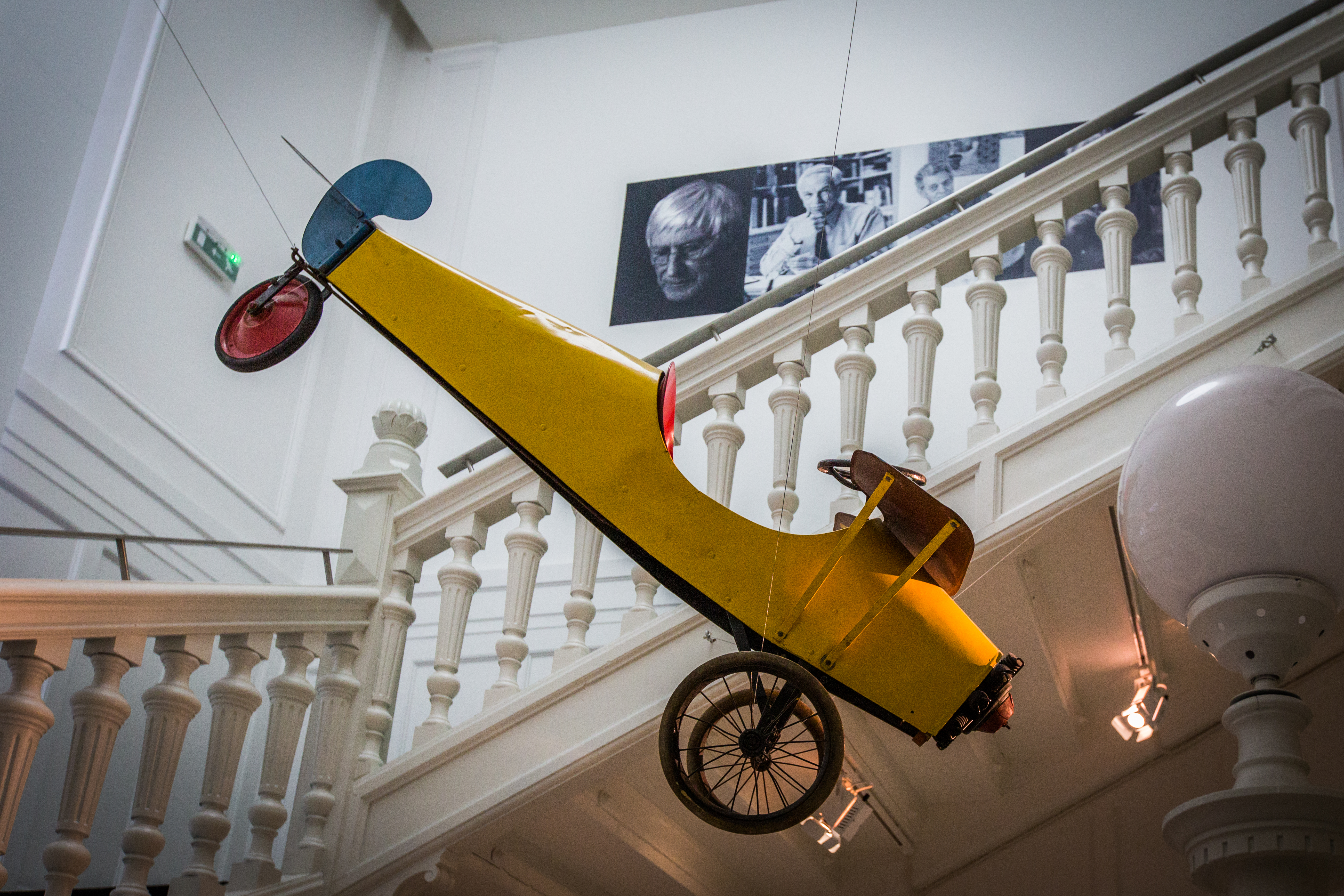

Les œuvres sont exposées selon un parcours qui est modifié tous les quatre mois sur trois niveaux :
- Le rez-de-chaussée présente les dessins de l'artiste pour les livres d' enfants, regroupés chronologiquement de 1957 à 2018. Les dessins d'un livre de transition entre le livre pour enfants et les dessins pour adultes, Das große Liederbuch y sont aussi présentés. La quatrième salle, dotée d'une borne vidéo et d'un écran où est projeté le film "Trait pour Trait", est consacrée à la biographie de l'artiste.
- Au premier étage sont exposés les dessins d'humour et de satire sociale et politique de Tomi Ungerer, alternativement avec des expositions consacrées à des thèmes d'illustration ou à d'autres illustrateurs modernes et contemporains.
- Le rez-de-jardin expose une sélection d'œuvres satiriques  et érotiques dont certaines sont annoncées comme « de nature à heurter la sensibilité, en particulier du jeune public ».

Les salles d’exposition
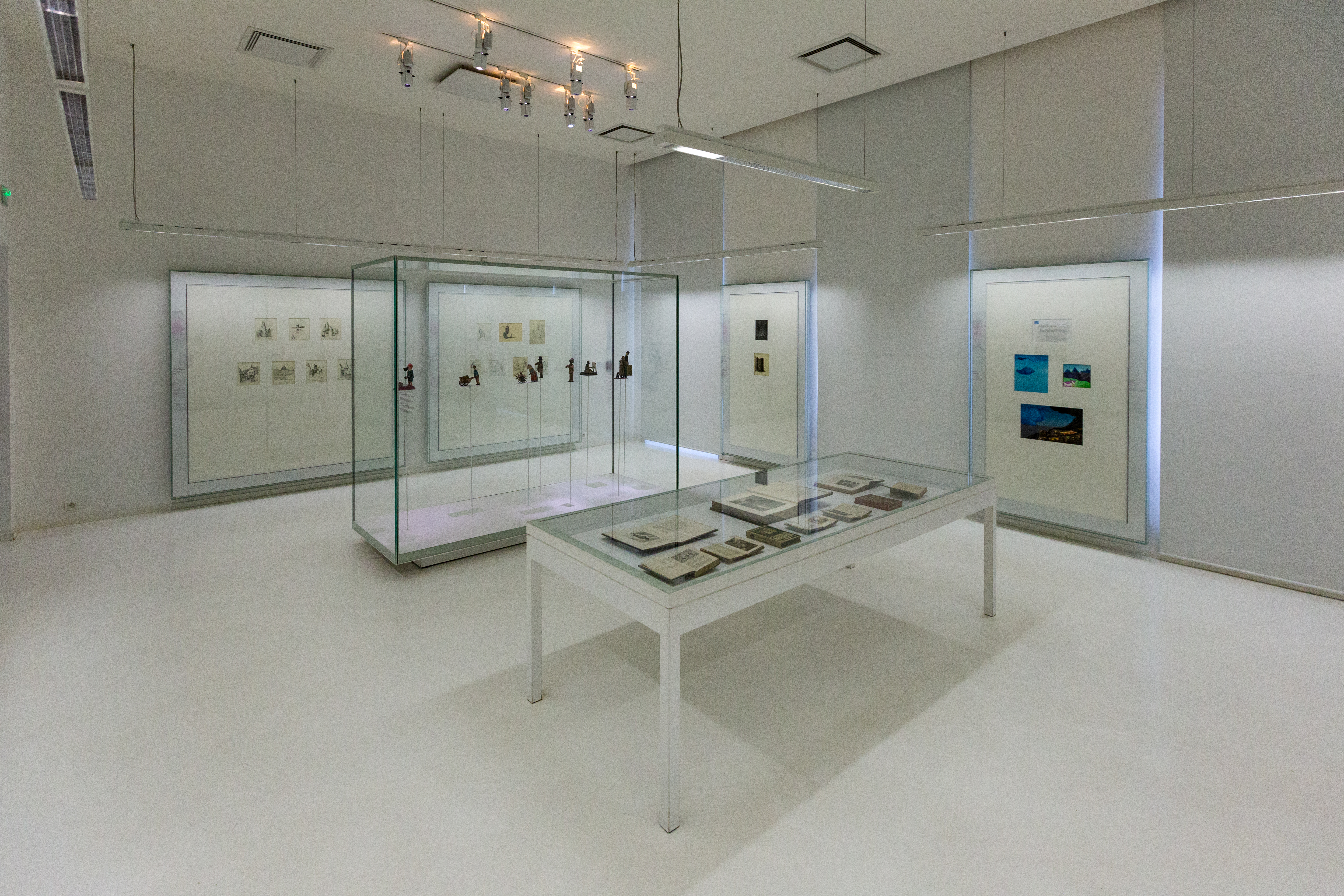
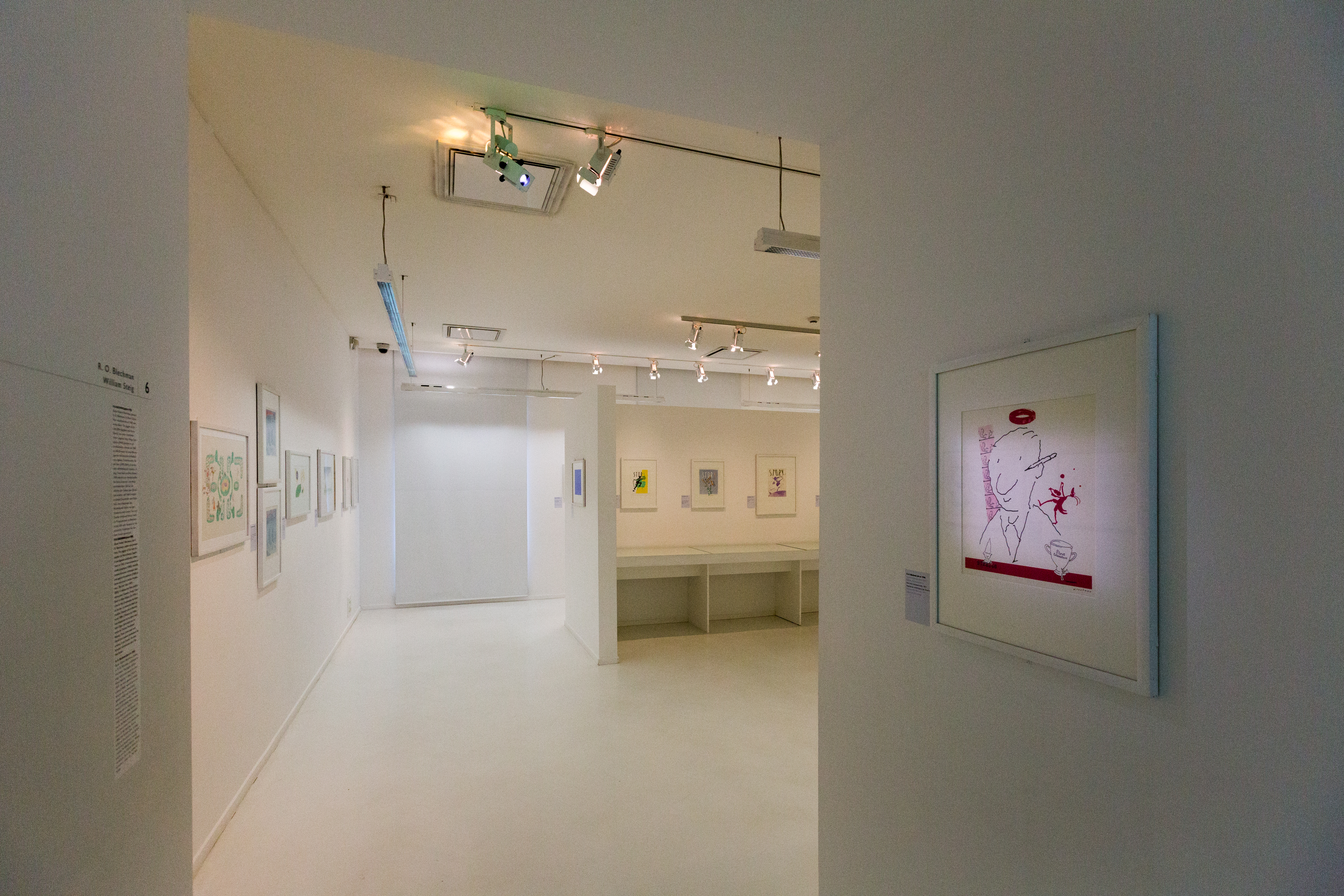
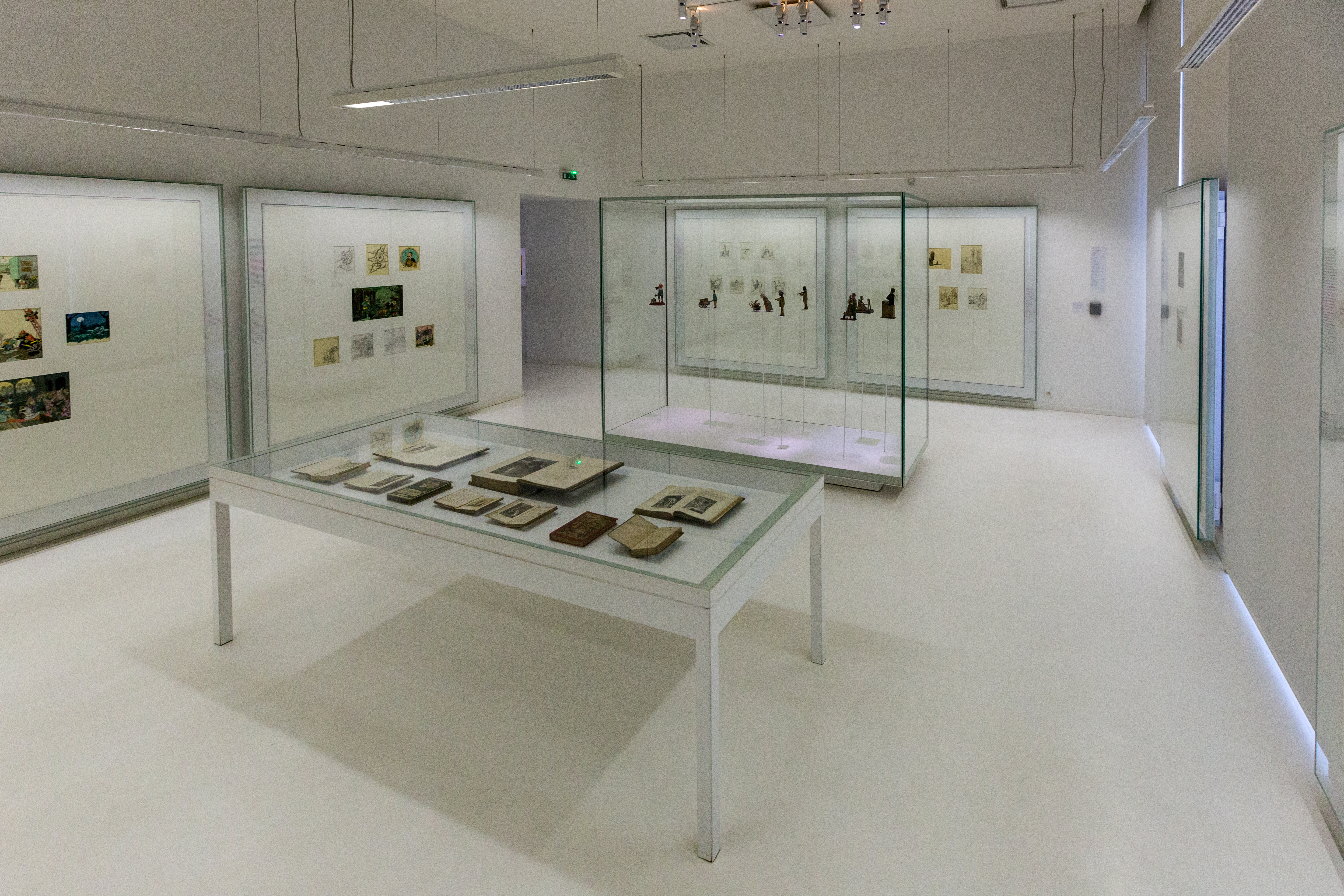
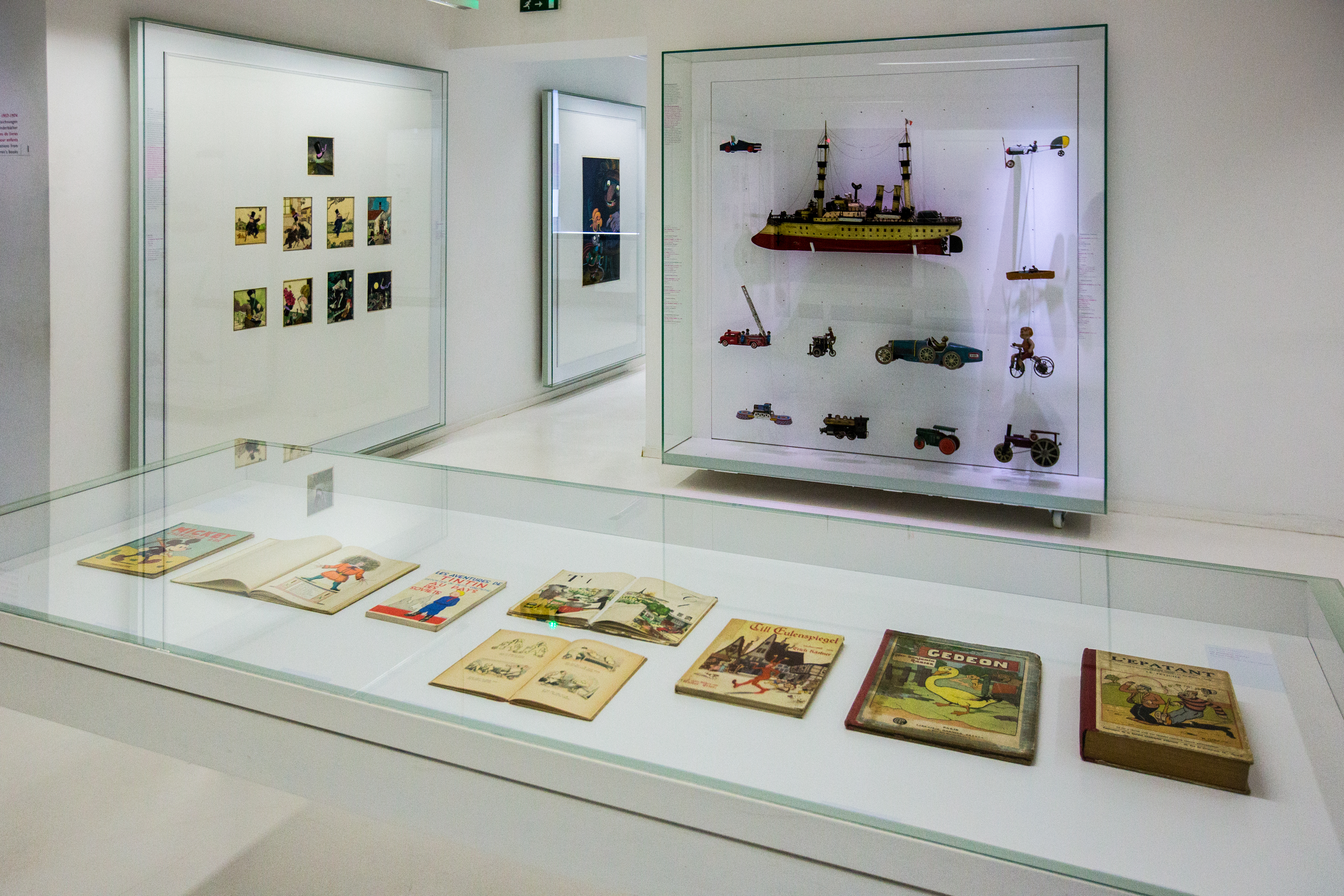

## La collection

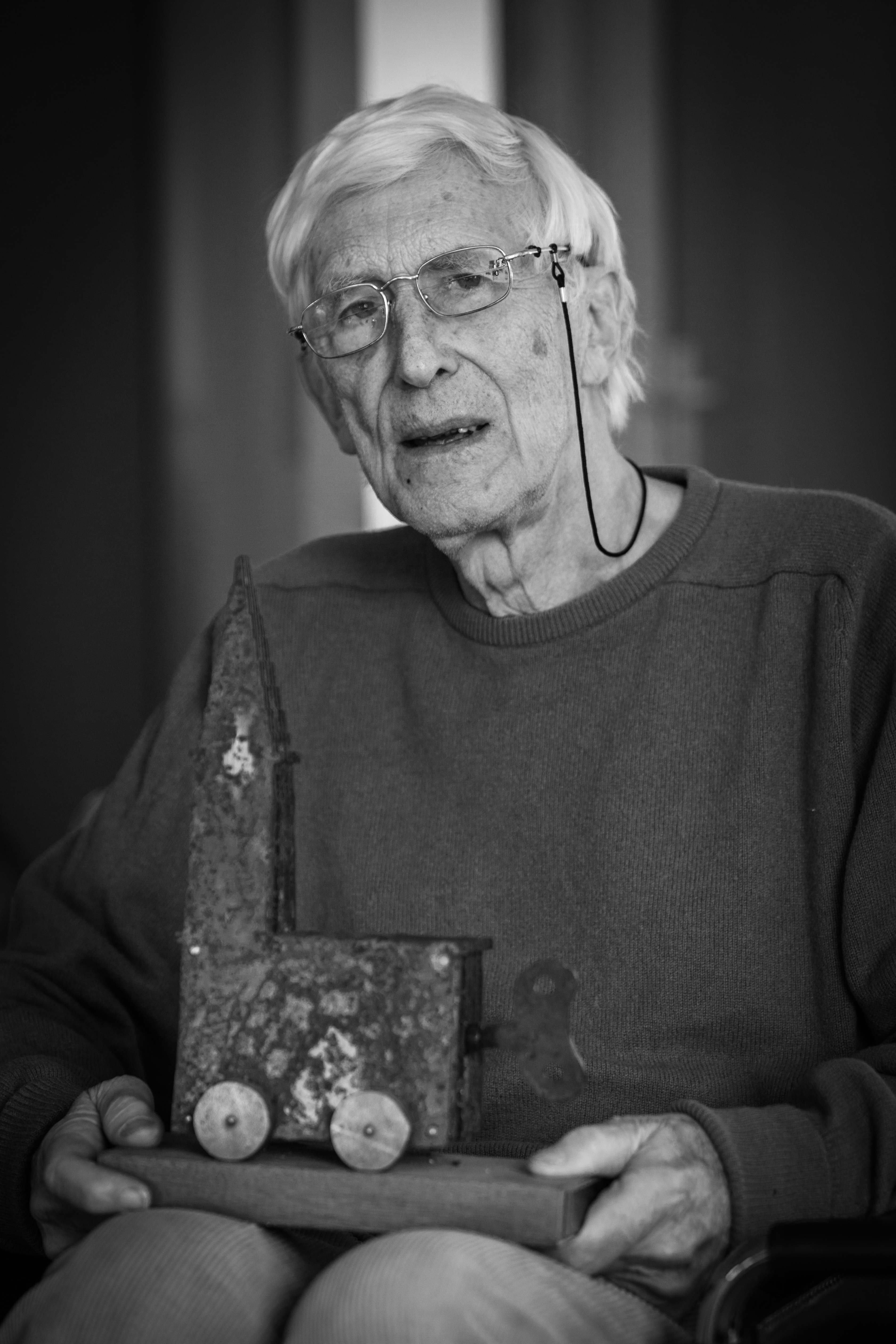
Tomi Ungerer en mars 2014.

Le musée conserve la collection Tomi Ungerer, qui provient de plusieurs donations effectuées par l’artiste à la ville de Strasbourg depuis 1975.
- Le premier volet de la collection est constitué de quatorze mille dessins originaux et estampes représentant tous les axes de production de l'artiste (dessins de livres d'enfants, dessins satiriques ou dessins et affiches publicitaires) et toutes ses périodes stylistiques (dessins de son enfance, de la période new-yorkaise, réalisations récentes). 1700 œuvres d'illustrateurs internationaux, acquises depuis 2007, font partie de la collection : entre autres celles de Jean Alessandrini, R. O. Blechman (en), Max Fabre, Maurice Henry, Jean Effel, Borislav Sajtinac, William Steig, Roland Topor, F. K. Waechter. La collection compte également un fonds documentaire important composé d'une bibliothèque, d'une vidéothèque et d'archives de presse portant sur Tomi Ungerer et sur l'illustration en général.
- Le second volet de la collection rassemble mille six cents jouets tels que des jouets mécaniques, des soldats de plomb ou des jeux de société provenant de la collection personnelle de Tomi Ungerer. Une partie de des jouets mécaniques, parmi les plus remarquables, est présentée en permanence au Musée des arts décoratifs de Strasbourg et quelques pièces sont exposées au Musée Tomi Ungerer en regard des dessins.

Depuis mars 2008, l'ensemble des dessins de la collection est mis en ligne en libre consultation.